# Liste der Monuments historiques in Le Mée-sur-Seine
Die Liste der Monuments historiques in Le Mée-sur-Seine führt die Monuments historiques in der französischen Gemeinde Le Mée-sur-Seine auf.

## Liste der Objekte
| Bezeichnung            | Beschreibung | Standort                                       | Kennzeichnung | Schutzstatus | Datum | Bild |
| ---------------------- | ------------ | ---------------------------------------------- | ------------- | ------------ | ----- | ---- |
| Retabel und Bas-relief | Marmor, 1892 | in der Kirche Notre-Dame-de-la-Nativité (Lage) | PM77001083    | Classé       | 1916  |      |